# Río Samara
El río Samara (del ruso: Сама́ра) es un largo río de Rusia, afluente por la izquierda del río Volga. Su curso era la frontera meridional de las tierras de los baskires, más allá del que se encontraba la Horda de Nogái, que sería reemplazada luego por los calmucos alrededor de 1630.

## Geografía

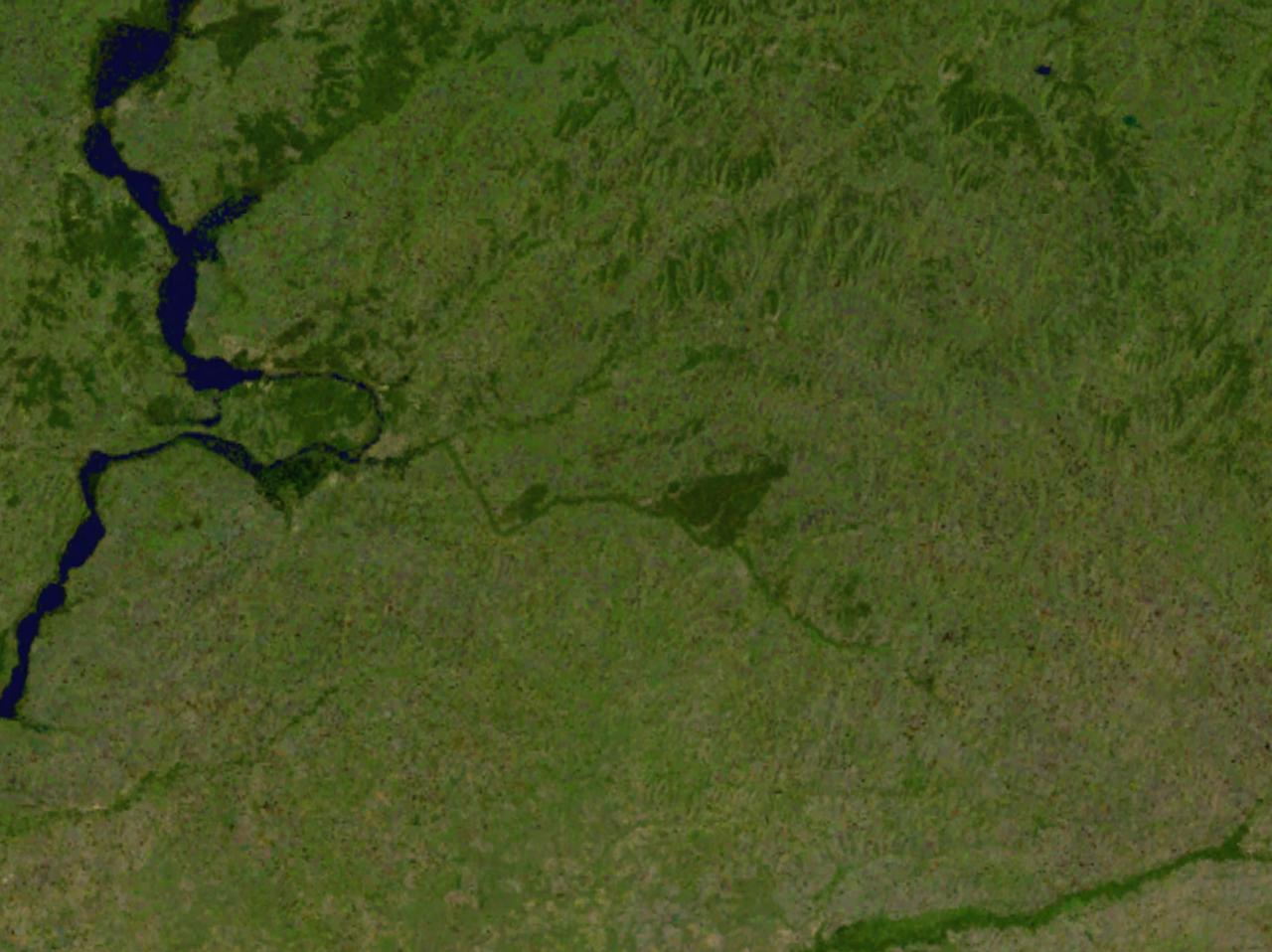
Foto de satélite del curso del río

Discurre por los óblasts de Samara y Oremburgo. Tiene una longitud de 594 km y una cuenca de 46 500 km². Su caudal medio es de 47,2 m³/s, medidos a 236 km de sus desembocadura. 
El Samara nace al sudoeste de la cordillera de los montes Urales, al noroeste de Oremburgo, en Obshchi Syrt. Primero toma dirección sur, pero tras unos pocos kilómetros adopta la dirección oeste, que predomina en su curso.
Desemboca en el río Volga en el tramo embalsado del embalse de Sarátov, en la ciudad de Samara.
Tiene régimen principalmente nival. Su época de crecida de las aguas es abril y mayo, tras el deshielo, ya que el río se mantiene bajo el hielo de noviembre-diciembre a abril. Es navegable en sus últimos 41 km.
El río pasa por las ciudades de Buzuluk y Samara.

### Principales afluentes
- Bolshói Urán, de 155 km y una cuenca de 2200 km²;
- Mali Urán, de 197 km y una cuenca de 2330 km²;
- Tok, de 306 km y una cuenca de 5930 km²;
- Buzuluk, de 248 km y una cuenca de 4460 km²;
- Bórovka, de 167 km y una cuenca de 2140 km²;
- Bolshói Kinel, de 442 km y una cuenca de 14 900 km².

## Galería de imágenes

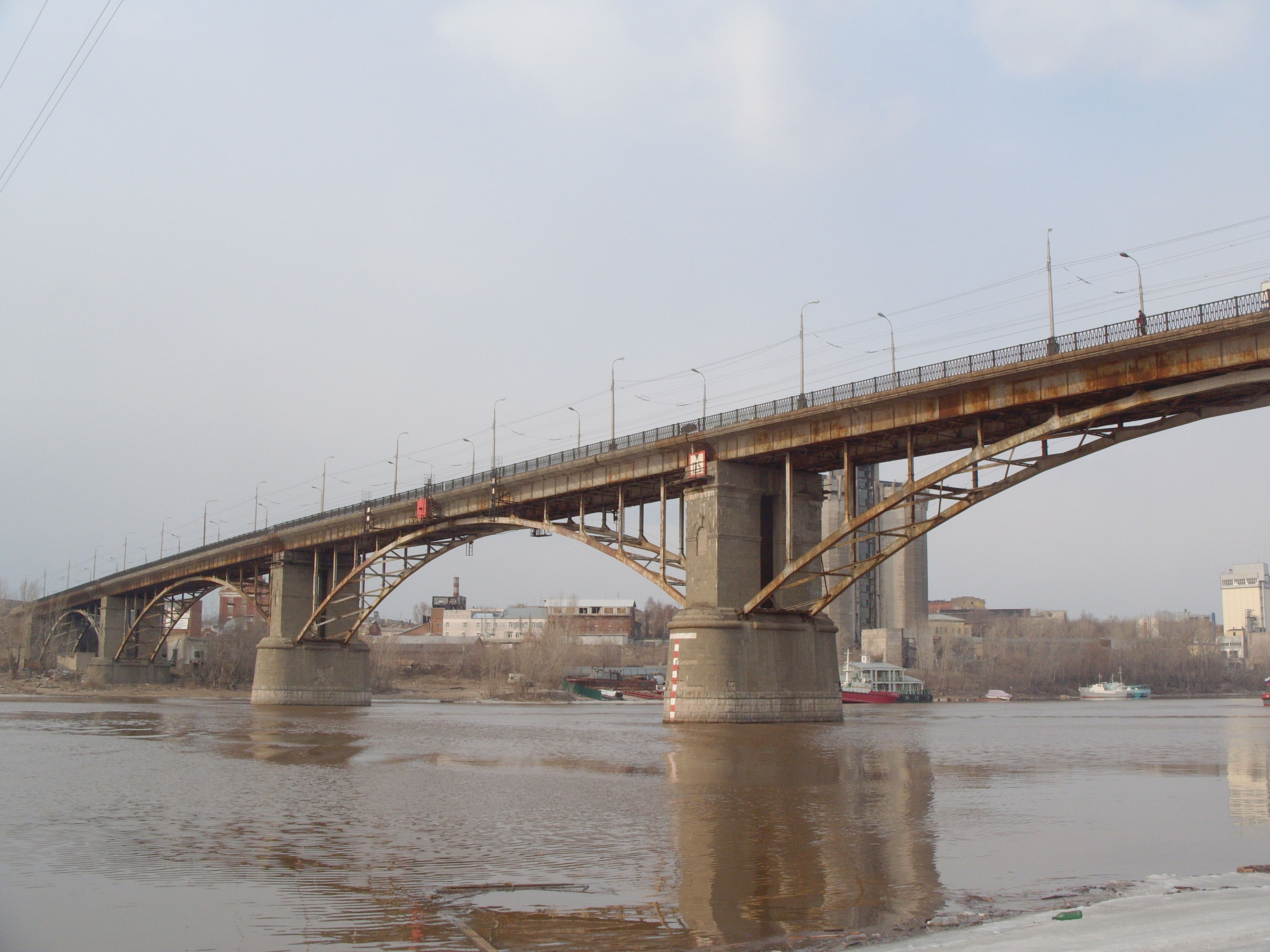
Puente viejo sobre el río en Samara.
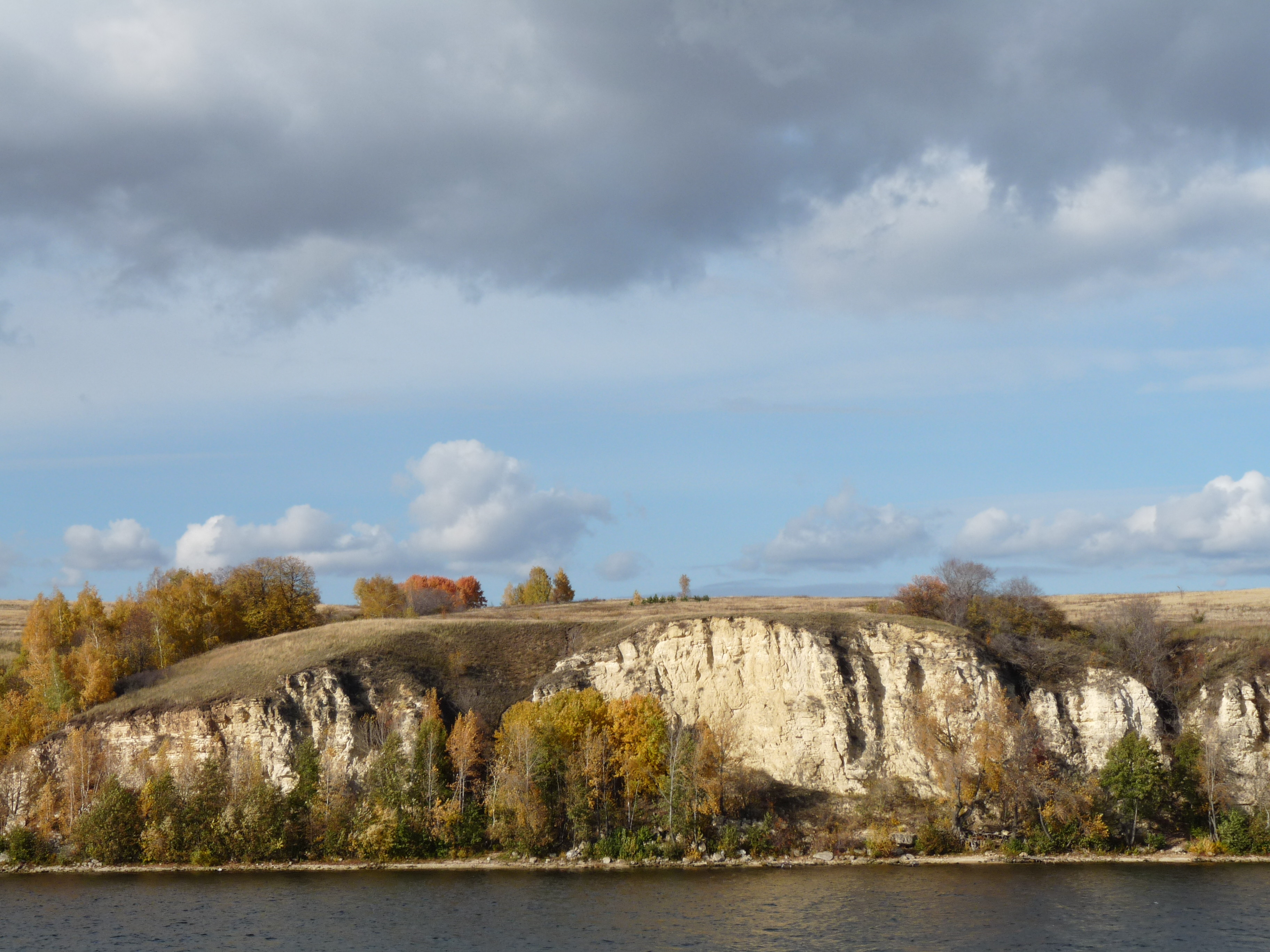
Ribera del Samara
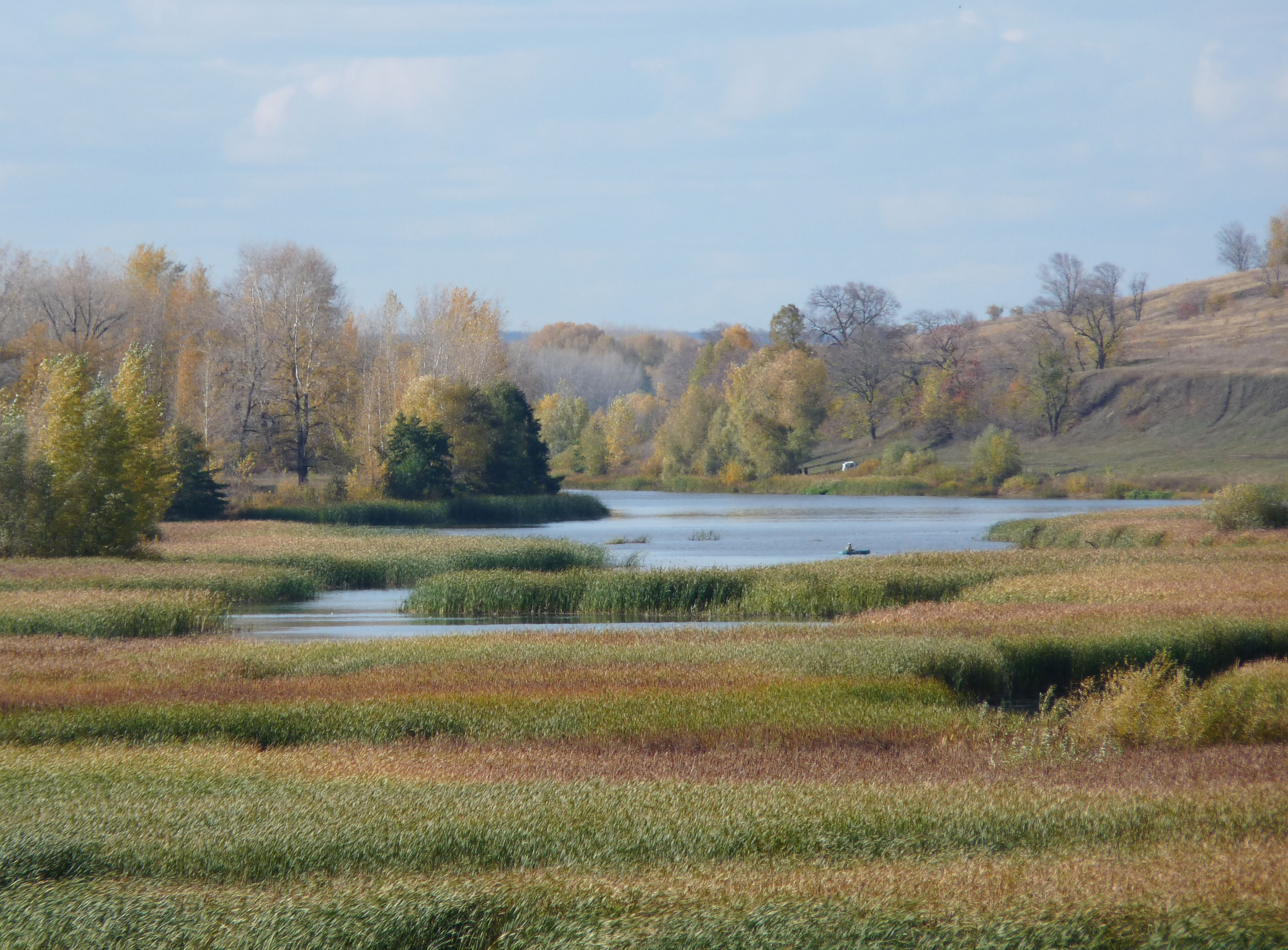
Ribera del Samara
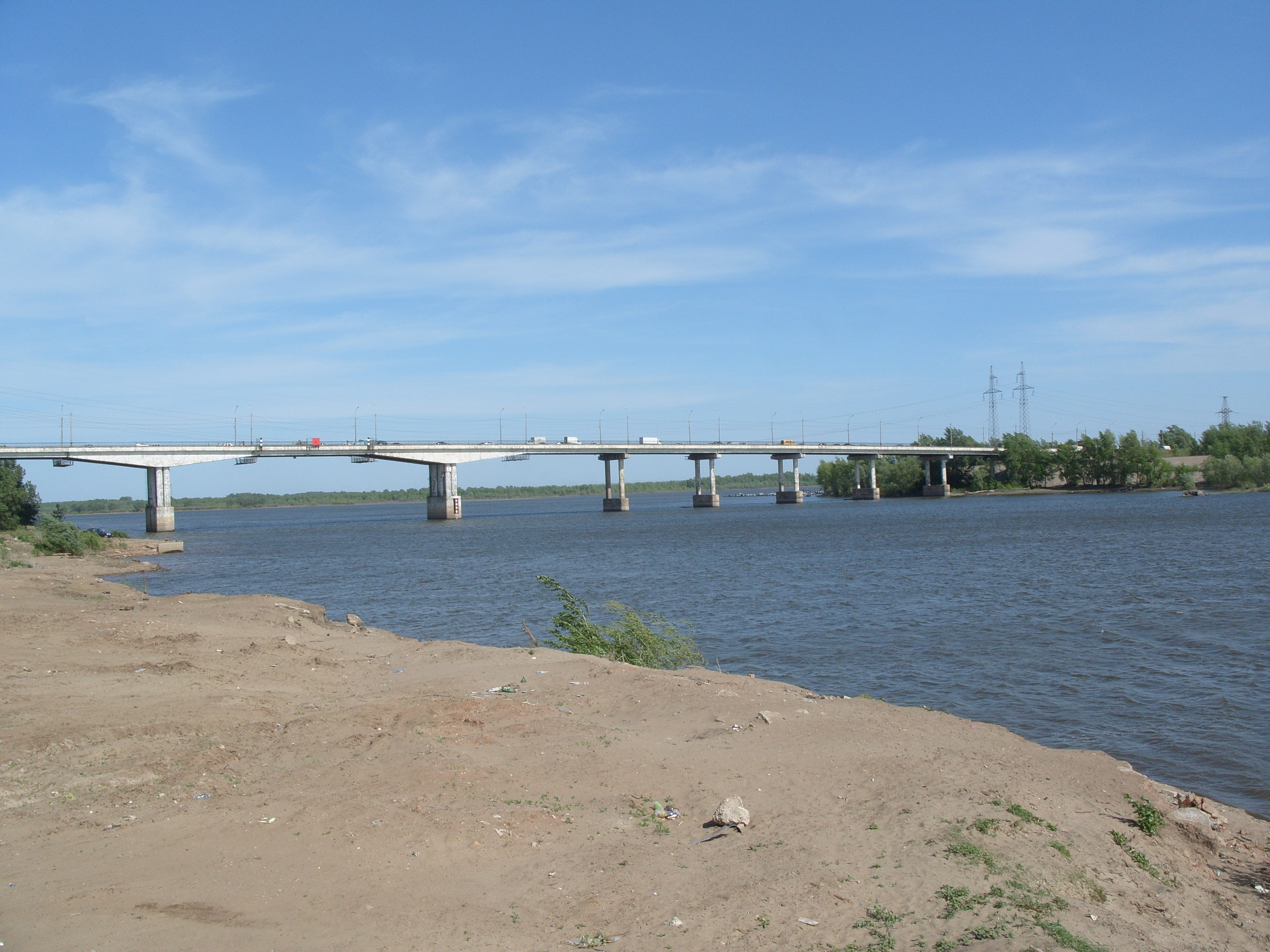
Puente Sur sobre el río en Samara